# Бристол Беј (Аљаска)
Бристол Беј (енгл. Bristol Bay) град је у америчкој савезној држави Аљаска.

## Демографија
По попису из 2010. године број становника је 997, што је 261 (-20,7%) становника мање него 2000. године.
| Група             | 2000.       | 2010.       |
| Белци             | 656 (52,1%) | 476 (47,7%) |
| Афроамериканци    | 7 (0,6%)    | 0 (0,0%)    |
| Азијати           | 3 (0,2%)    | 8 (0,8%)    |
| Хиспаноамериканци | 7 (0,6%)    | 24 (2,4%)   |
| Укупно            | 1.258       | 997         |